# 박장근
박장근(1981년 12월 29일 ~ )은 대한민국의 가수, 작사가, 작곡가이다. 2005년 슈퍼스타(Super Sta)의 일원으로 데뷔하였다. 현재는 이단옆차기의 일원이다.

## 출연 작품

### 텔레비전 드라마
- 2009년 《태희혜교지현이》 - 장근이 역